# Agglomeratie 's-Gravenhage
Agglomeratie Den Haag (COROP-naam Agglomeratie 's-Gravenhage) is een deel van de provincie Zuid-Holland. Het gebied ligt in het westen van de provincie tussen de de stedenregios van Leiden en Rotterdam. De agglomeratie Den Haag hoort samen met de Delft en Westland tot het stadsgewest Haaglanden.

## Plaatsen
- Den Haag
- Leidschendam-Voorburg
- Pijnacker-Nootdorp
- Rijswijk
- Wassenaar
- Zoetermeer

Oost-Groningen · Delfzijl en omgeving · Overig Groningen · Noord-Friesland · Zuidwest-Friesland · Zuidoost-Friesland · Noord-Drenthe · Zuidoost-Drenthe · Zuidwest-Drenthe · Noord-Overijssel · Zuidwest-Overijssel · Twente · Veluwe · Achterhoek · Arnhem/Nijmegen · Zuidwest-Gelderland · Utrecht · Kop van Noord-Holland · Alkmaar en omgeving · IJmond · Agglomeratie Haarlem · Zaanstreek · Groot-Amsterdam · Het Gooi en Vechtstreek · Agglomeratie Leiden en Bollenstreek	 · Agglomeratie 's-Gravenhage · Delft en Westland · Oost-Zuid-Holland · Groot-Rijnmond · Zuidoost-Zuid-Holland · Zeeuws-Vlaanderen · Overig Zeeland · West-Noord-Brabant · Midden-Noord-Brabant · Noordoost-Noord-Brabant · Zuidoost-Noord-Brabant · Noord-Limburg · Midden-Limburg · Zuid-Limburg · Flevoland